# Jasna Góra
Pour l’article homonyme, voir Jasna Góra (homonymie).
Jasna Gora (en polonais : Jasna Góra, en latin : Clarus Mons et en français : Clermont, parfois transcrit Iasnaia Gora, et Iasna Gora) est un sanctuaire polonais situé à Częstochowa qui abrite une communauté de moines paulins.
La renommée de ce sanctuaire est liée à la présence en ses murs de l'icône de la Sainte Vierge (Madone noire), qui selon la tradition aurait été peint par l'évangéliste Luc sur la planche de la table sur laquelle priait et prenait nourriture la Sainte Famille.
Le sanctuaire attire chaque année de très nombreux pèlerins, principalement polonais. Son musée renferme de nombreuses collections militaires et religieuses, on peut y voir aussi le prix Nobel de la paix reçu par Lech Wałęsa en 1983.

## Histoire

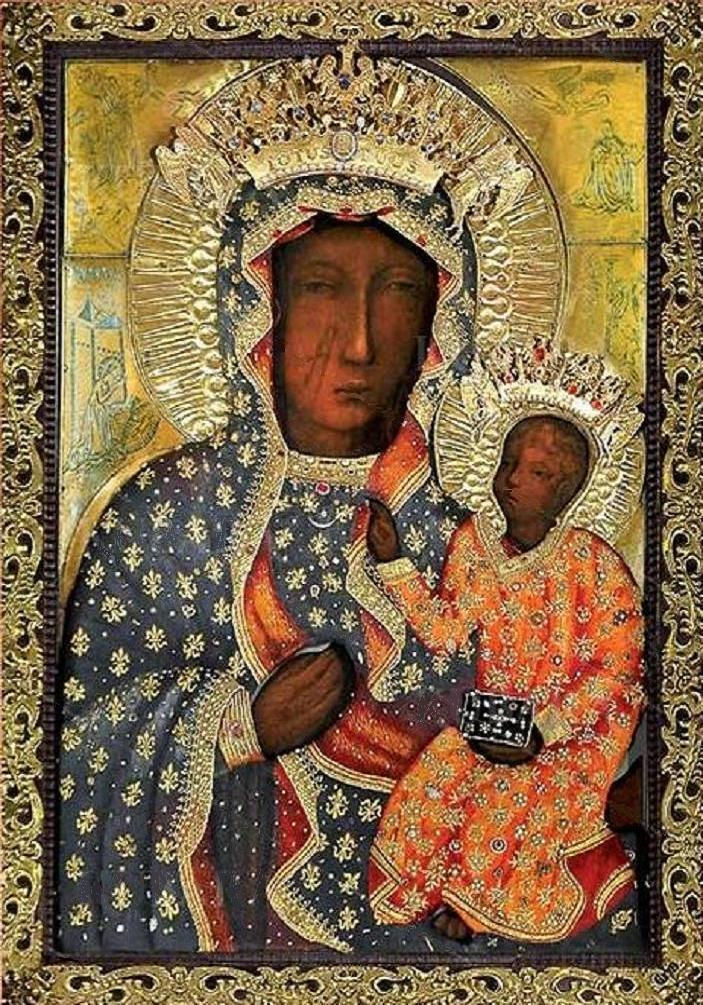
Vierge de Częstochowa.

Le monastère a été fondé en 1382 par Ladislas II, duc d'Opole. L'icône de la Vierge Noire, installée en ce lieu en 1384 par Władysław Opolczyk (Ladislas II d'Opole)[réf. souhaitée], se reconnaît facilement aux « balafres » sur la joue de la Vierge, souvenirs du pillage du sanctuaire par des bandits hussites le 14 avril 1430, jour de Pâques. Elle fut restaurée à la cour du roi Władysław Jagiełło (Ladislas Jagellon).
Cette attaque, ainsi que d'autres troubles postérieurs, ont incité les rois de Pologne à fortifier le sanctuaire dès 1621. La Suède attaqua la Pologne en 1655. Le 18 novembre de cette même année, les Suédois arrivent devant la forteresse de Jasna Góra, et exigent sa reddition immédiate. Bien que la place ne soit défendue que par 170 soldats, 20 officiers et 70 moines, face à une armée de 3 000 Suédois, le prieur Augustyn Kordecki n'est pas enclin à laisser entrer des armées luthériennes dans le sanctuaire, que d'ailleurs le chef des Suédois qualifiera de « poulailler ». Après 40 jours, les Suédois lèvent le siège.
Depuis lors, et après la consécration de la Pologne à Notre-Dame de Jasna Góra, le 1er avril 1656 à Lviv par le roi Jean II Casimir Vasa, Jasna Góra est non seulement le cœur religieux du pays, mais aussi le symbole de sa liberté politique.

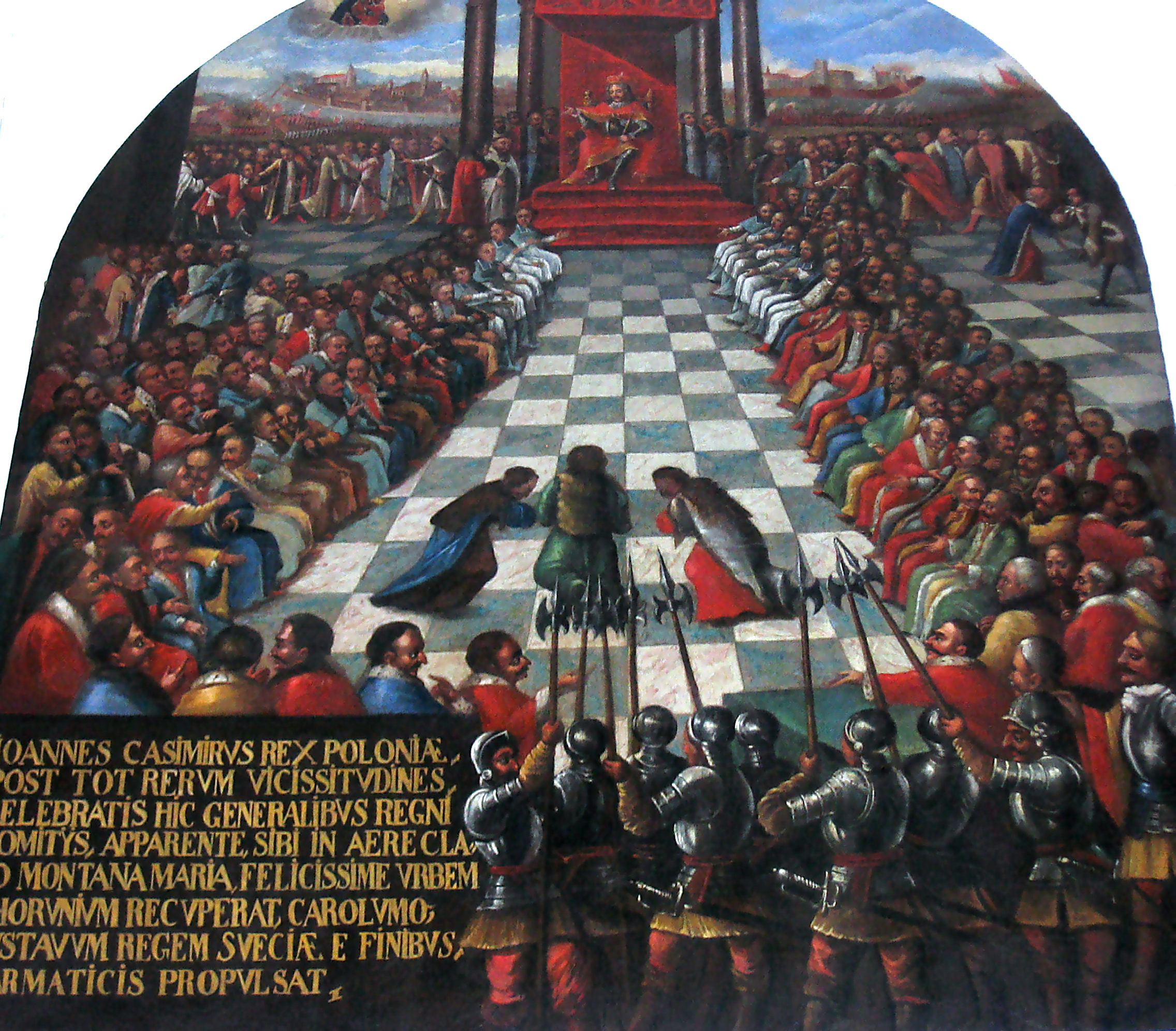
Scène représentant une session du Sénat polonais en 1661 à Jasna Góra.

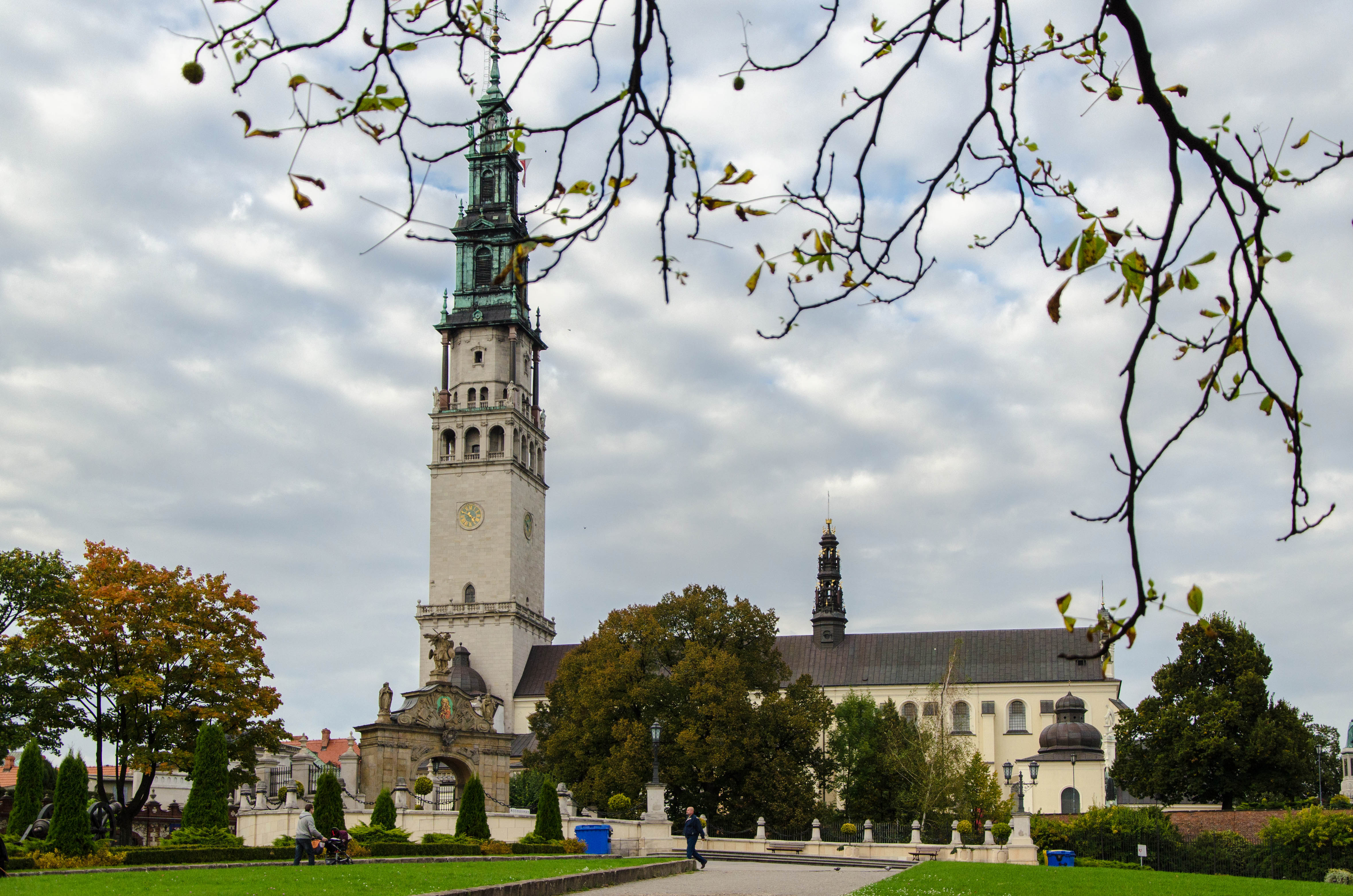
Częstochowa, complexe du monastère paulinien de Jasna Góra.

Mais bientôt la Pologne, victime d'un système politique néfaste, s'affaiblit, et est convoitée par ses deux puissants voisins, la Prusse et la Russie. Face aux idées pro-russes de Stanislas Poniatowski, se crée en 1768 à Bar, en Podolie (actuelle Ukraine), une alliance de nobles, la Confédération de Bar. L'un des chefs de cette Confédération, Casimir Pulaski, occupa la forteresse et la défendit pendant 3 ans. Il fut vaincu en 1772, peu avant le premier partage de la Pologne : ce fut la première défaite de cette place forte.
En 1795, la Pologne, partagée pour la troisième fois entre Russes, Prussiens et Autrichiens, est rayée de la carte. Jasna Góra va alors devenir le symbole de l'unité du peuple polonais : le pèlerinage à Jasna Góra est le moyen, pour les Polonais, de se savoir enfants d'une même patrie.
Lors de la parenthèse napoléonienne (1806-1813), la forteresse va retrouver pour la dernière fois son rôle militaire. Après la chute de Napoléon, le sanctuaire est occupé par les Russes, mais les 3 puissances occupantes craignent le lieu, symbole du patriotisme polonais et les pèlerinages les plus importants seront interdits.
L'insurrection polonaise de 1863 va aggraver encore les répressions. De nombreux moines paulins seront déportés en Sibérie à cause de l'aide qu'ils ont apportée aux insurgés, et l'imprimerie, la pharmacie du monastère sont fermées.
La Première Guerre mondiale va permettre à la Pologne de retrouver son indépendance. Mais en 1920, l'Armée rouge menace Varsovie. L'épiscopat polonais se réunit alors à Jasna Góra le 27 juillet, et renouvelle la consécration à Marie. Des milliers de pèlerins affluent vers le sanctuaire pour demander à leur Souveraine la libération du pays. Le 15 août, jour de l'Assomption, ils sont exaucés : c'est le « miracle de la Vistule ».
En mai 1936, 25000 étudiants se consacrent à Marie et font le vœu de bâtir une nouvelle Pologne. Parmi eux, un certain Karol Wojtyła.
Puis revint la guerre. Les nazis occupent une partie du sanctuaire et interdisent à nouveau les pèlerinages importants. Ce qui n'empêchera pas les Polonais d'y venir la nuit. Les paulins, eux, en secret, aident partisans, prisonniers de guerre et juifs.
Le 16 janvier 1945, les chars soviétiques attaquent par surprise. Les nazis, paniqués, fuient sans emmener les œuvres d'art ni détruire le sanctuaire.
Après la guerre, Jasna Góra reste plus que jamais la capitale spirituelle du pays. En septembre 1948 le primat de Pologne, August Hlond, consacre la Pologne au Cœur immaculé de Marie.
Son successeur, Stefan Wyszyński, fut aussi son héritier spirituel. Jeté en prison par les communistes, il y écrivit en 1956 une prière pour la Nation rappelant celle de Jean Casimir (1656). Cette prière fut lue à Jasna Góra le 26 août de la même année, pour le 300e anniversaire, devant un million de pèlerins. Le nouveau primat fut libéré 2 mois plus tard, le 26 octobre.
L'année suivante, le pape Pie XII bénit une copie de l'icône. Cette copie fit le tour de Pologne : de paroisse en paroisse, 23 ans durant, elle permit de nombreuses conversions.
Le 3 mai 1966 la Pologne fêtait le millénaire de son évangélisation. À cette occasion l'épiscopat polonais consacra la Pologne « à la protection particulière de la mère de Dieu, à la mère de l'Église, pour l'Église du Christ qui doit être libre ». Le pape Paul VI émit le désir de participer à cette fête pour honorer l'icône de la Rose en or papale, mais le gouvernement communiste ne le lui permit pas.

## Galerie

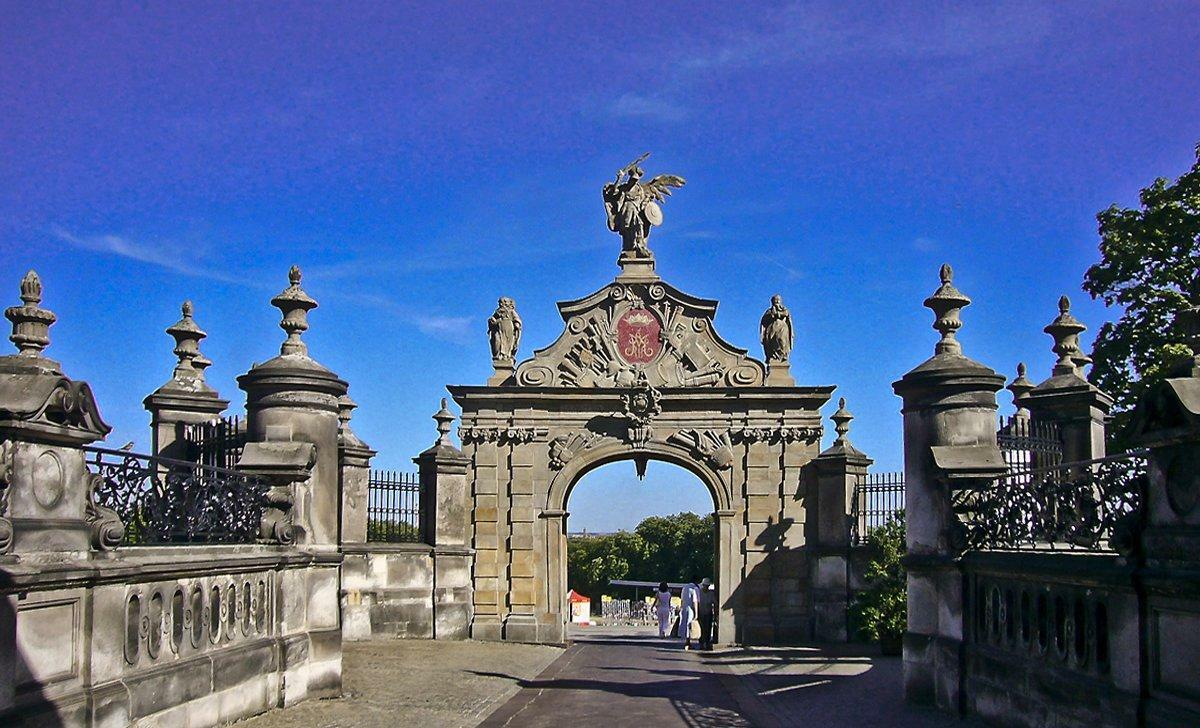
La porte Lubomirski.
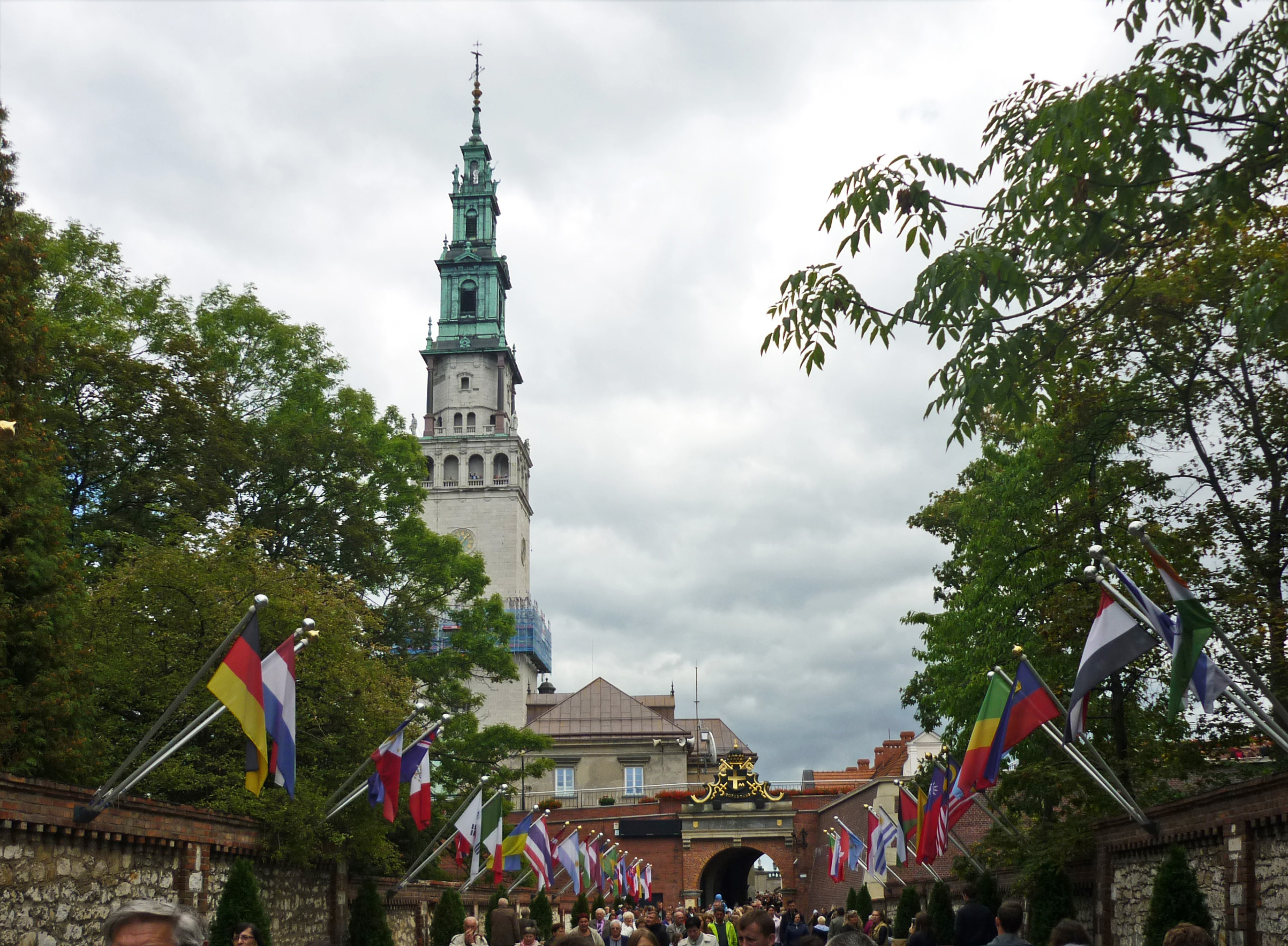
Vue de la tour.
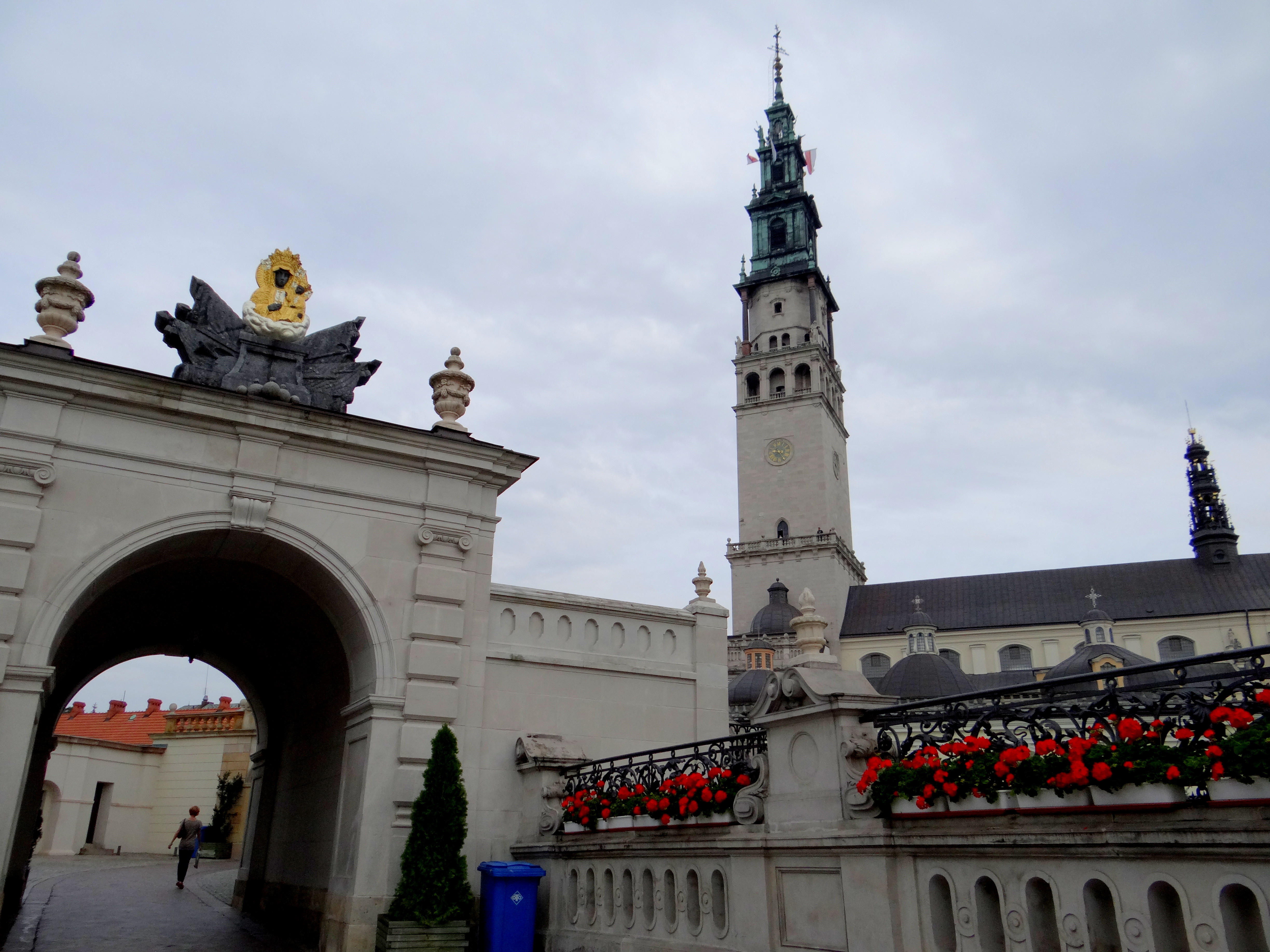
Sanctuaire de Jasna Góra.
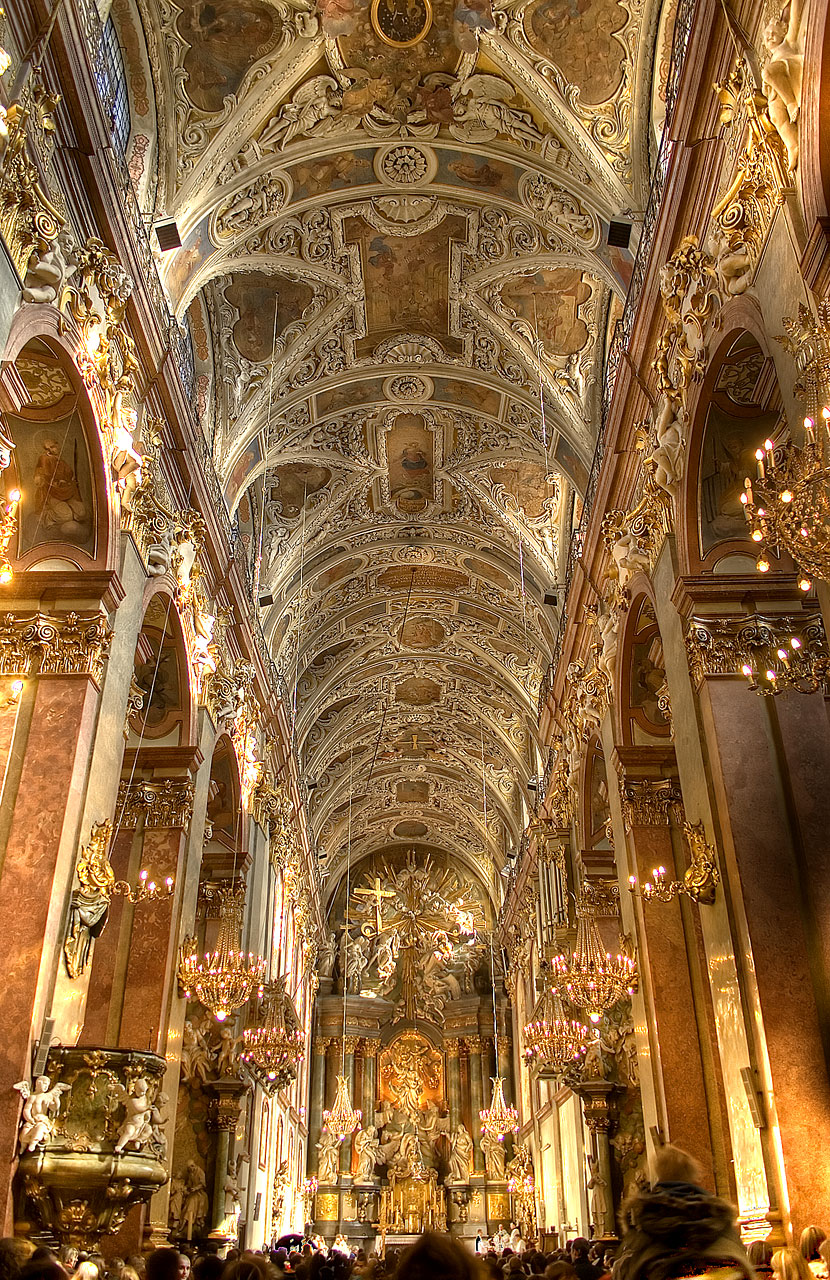
La nef principale de la basilique.
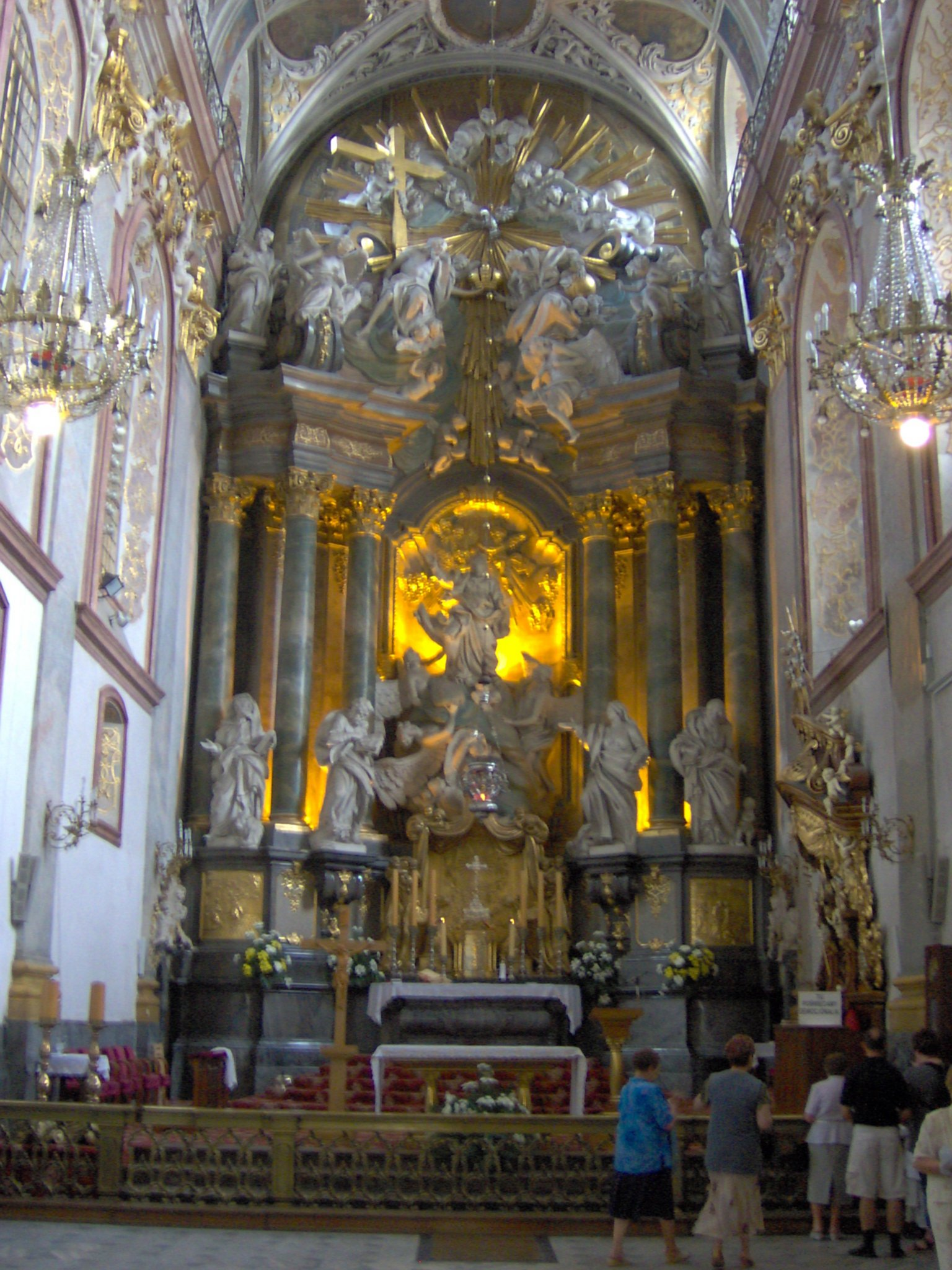
L'autel principal.
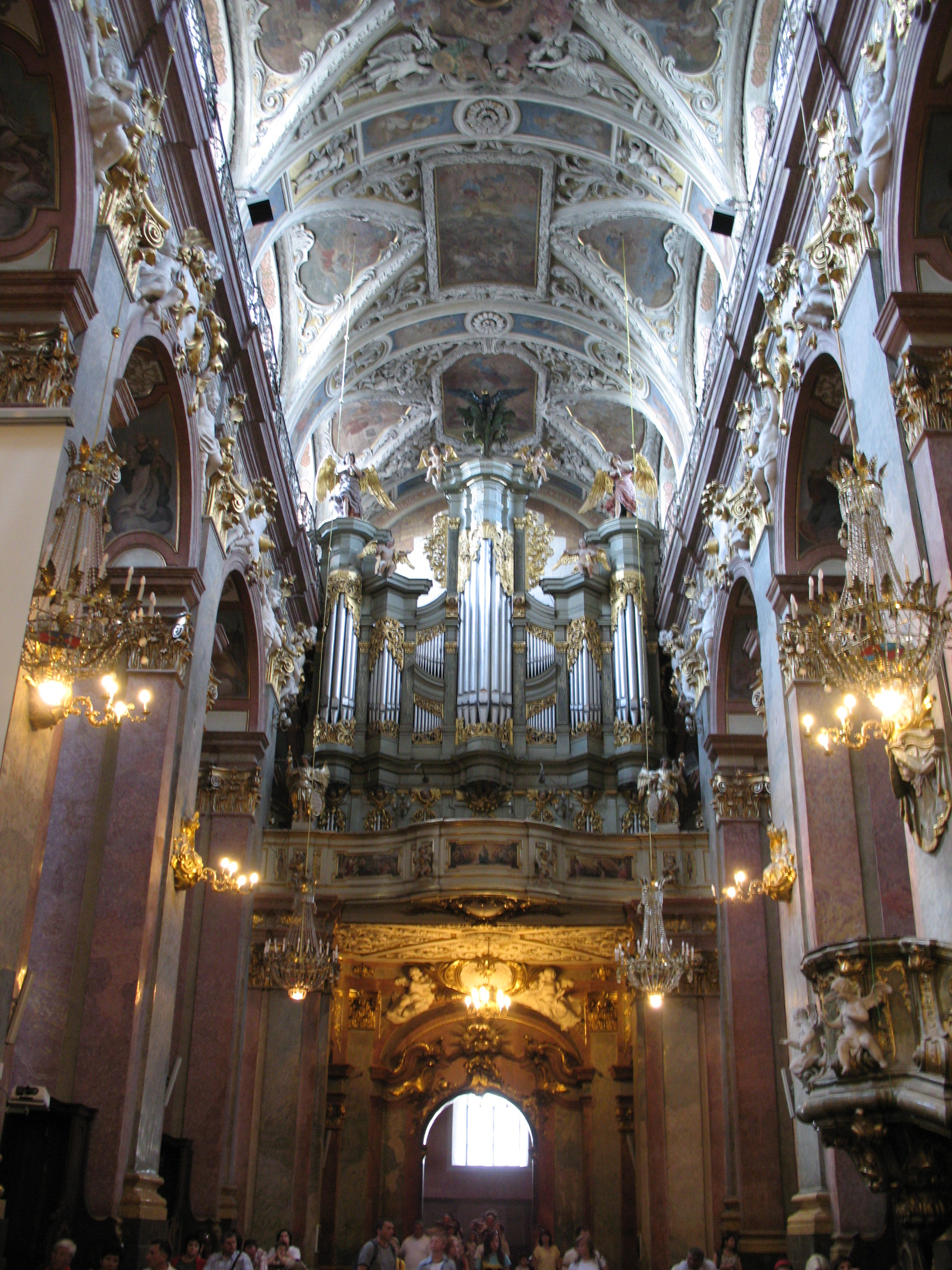
Le grand orgue.
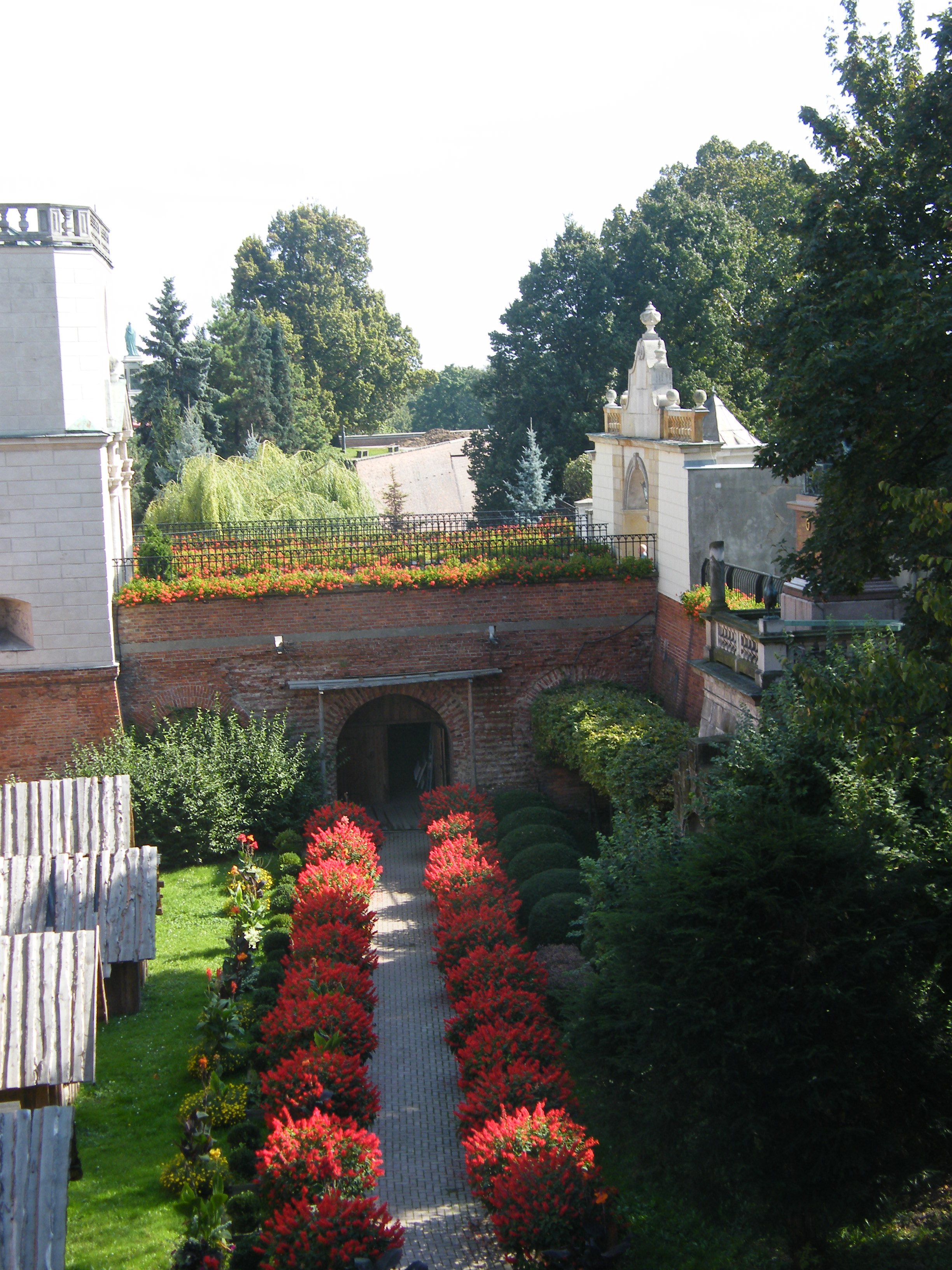
Vue du parc.
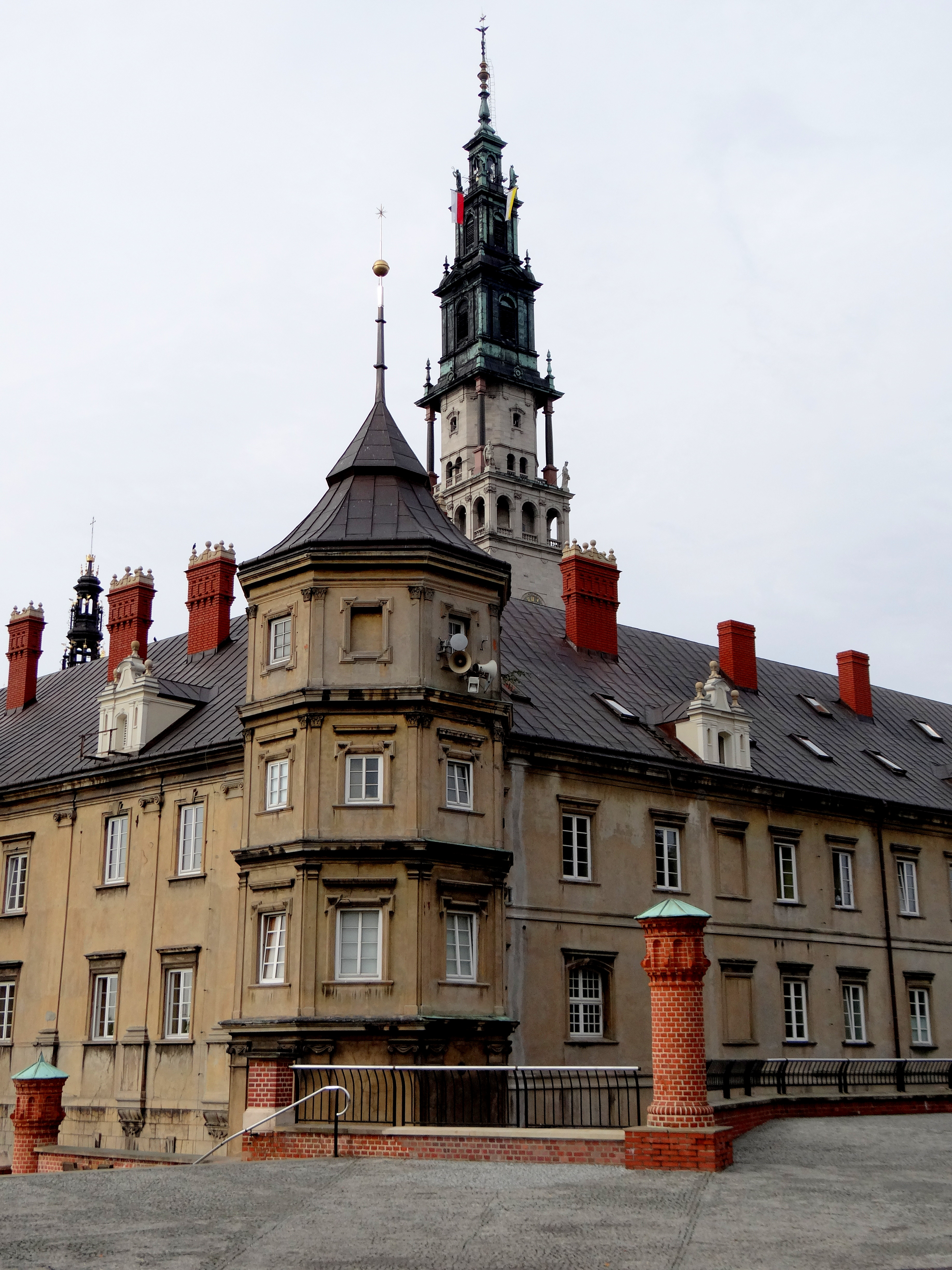
Monastère.
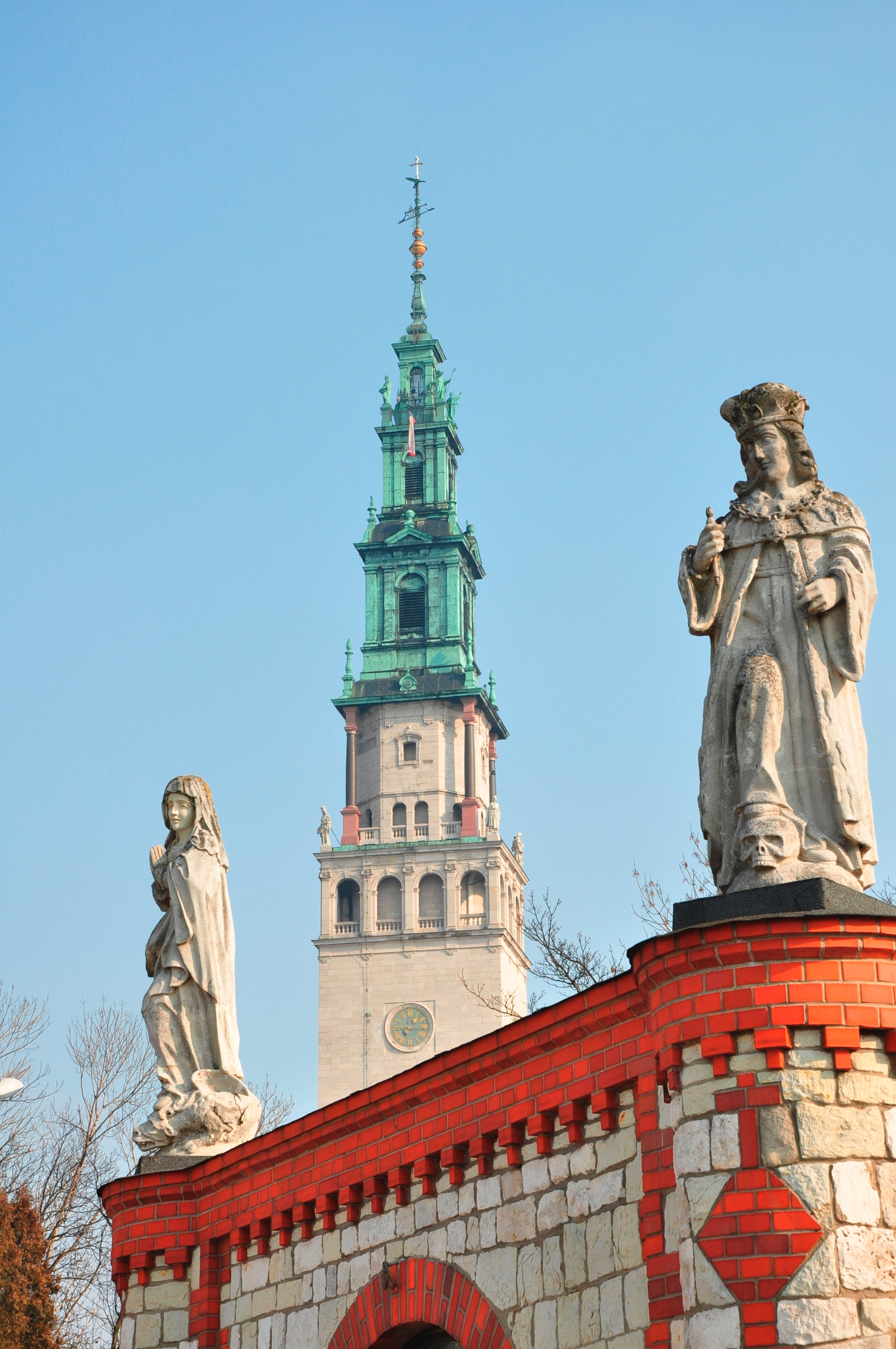
Statues dans le monastère.
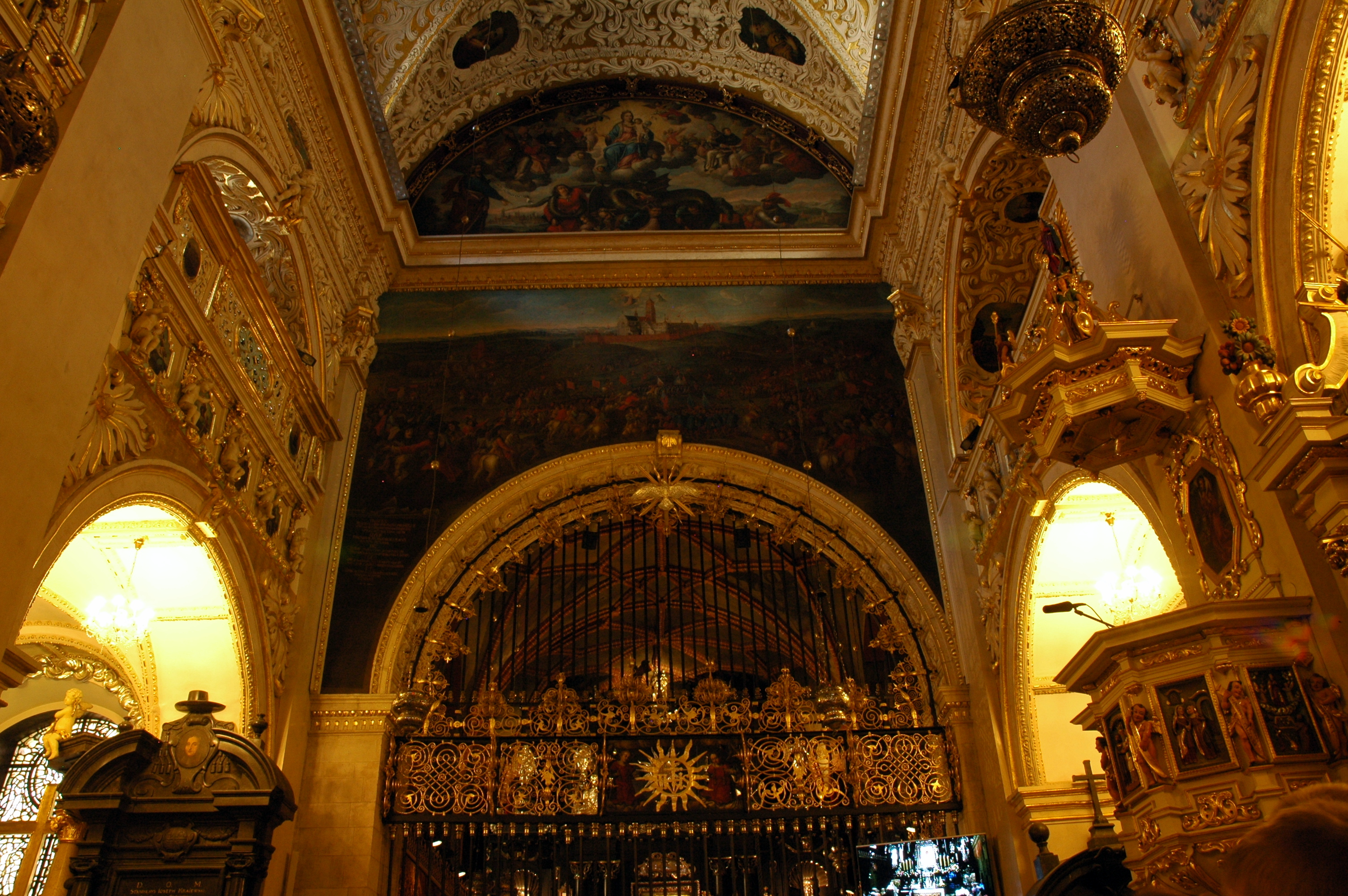
Intérieur du monastère.
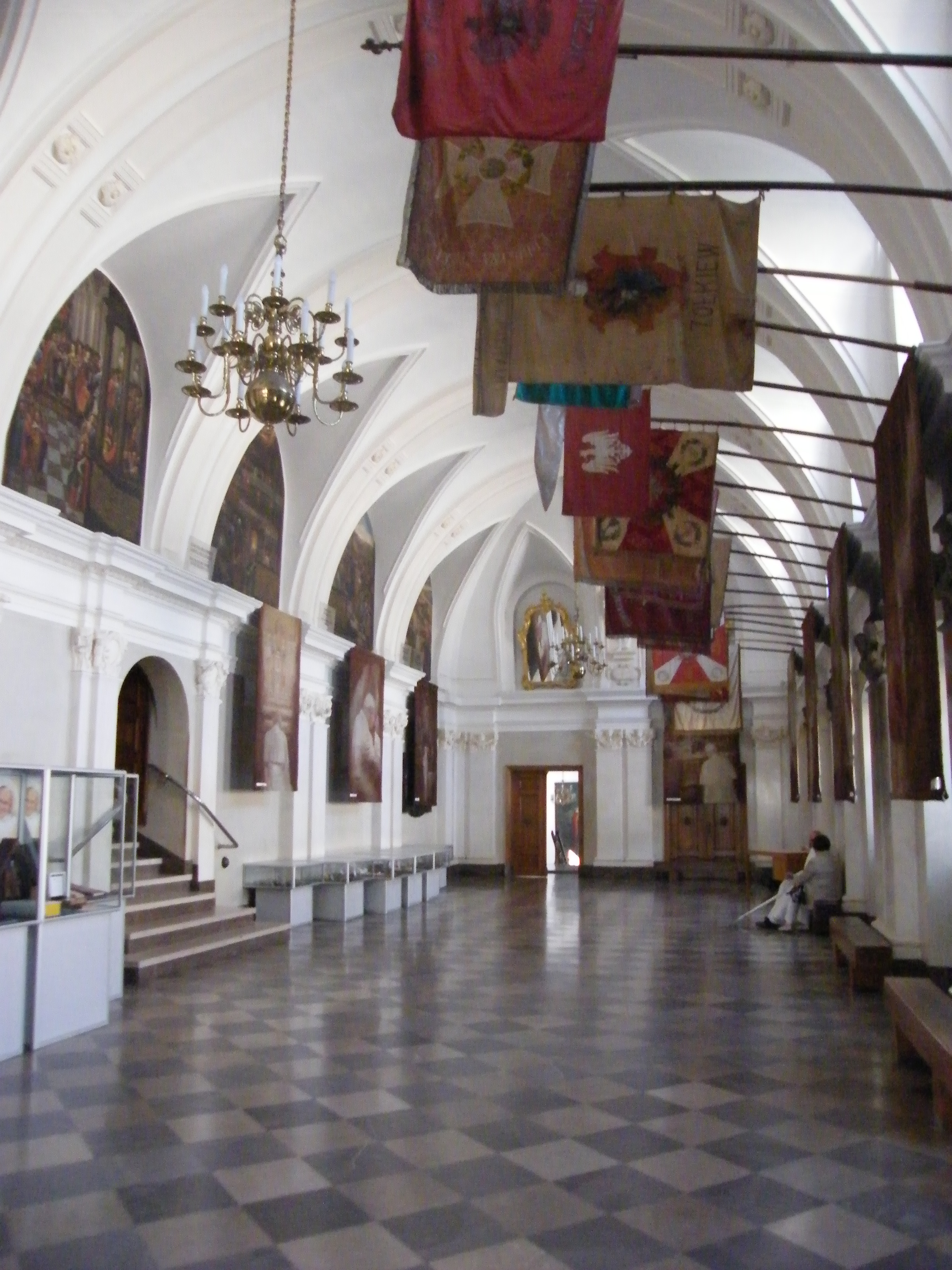
La chambre des chevaliers.
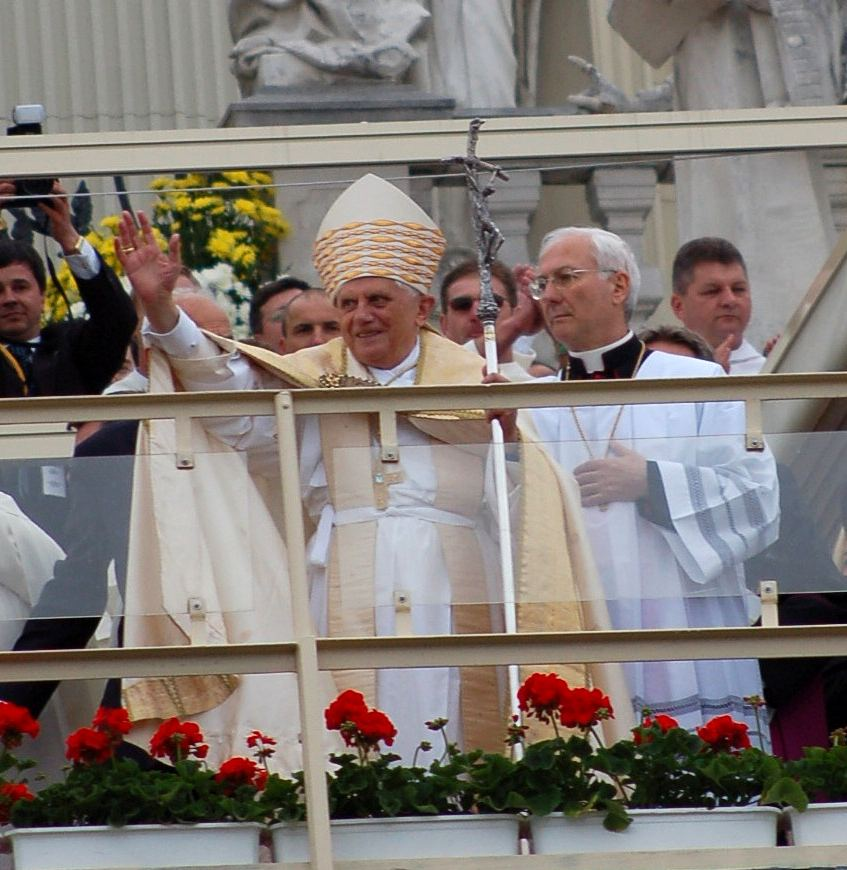
Le pape Benoit XVI à Jasna Góra en 2006.
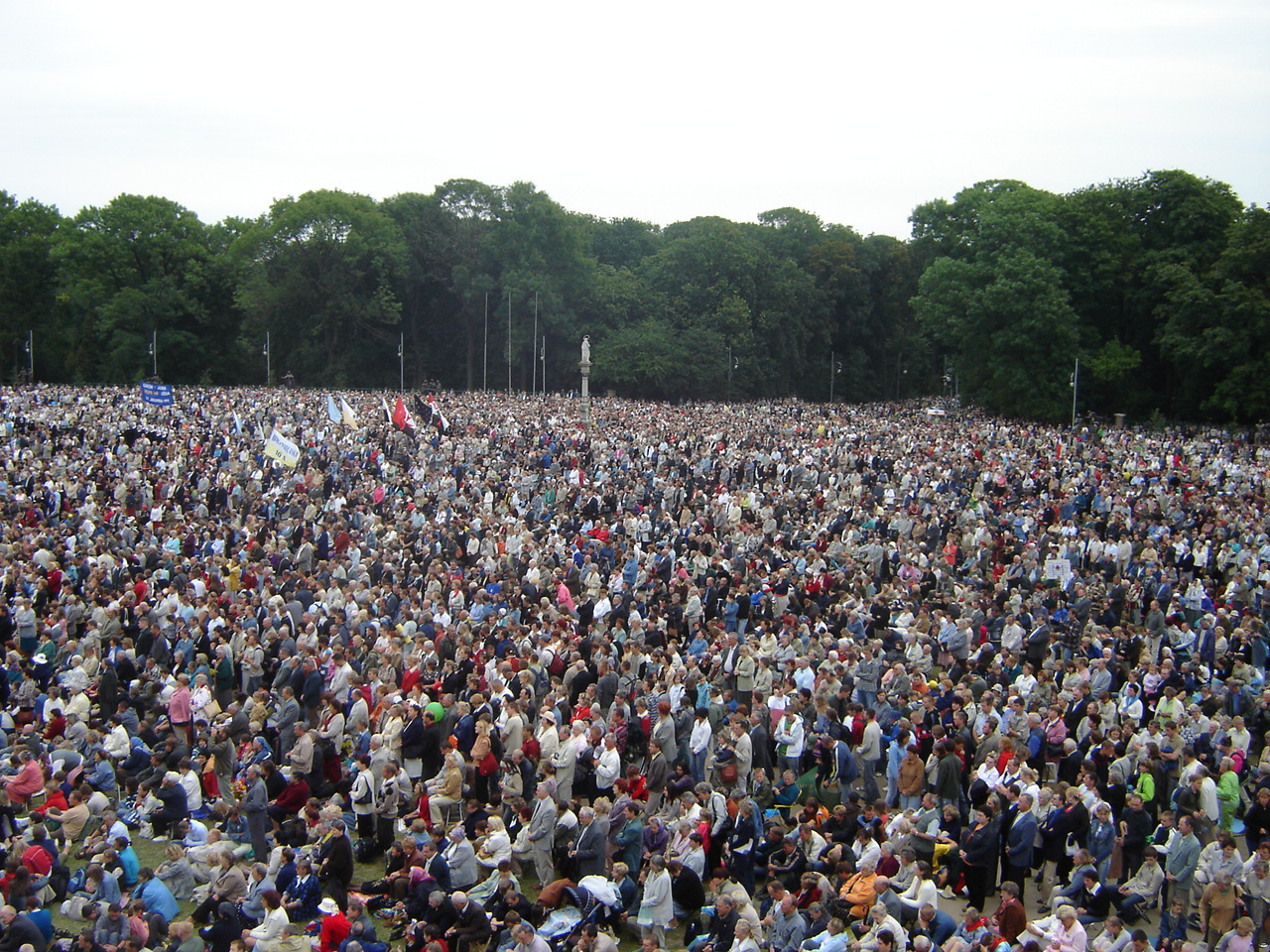
Pèlerins arrivant à la messe de l’Assomption.
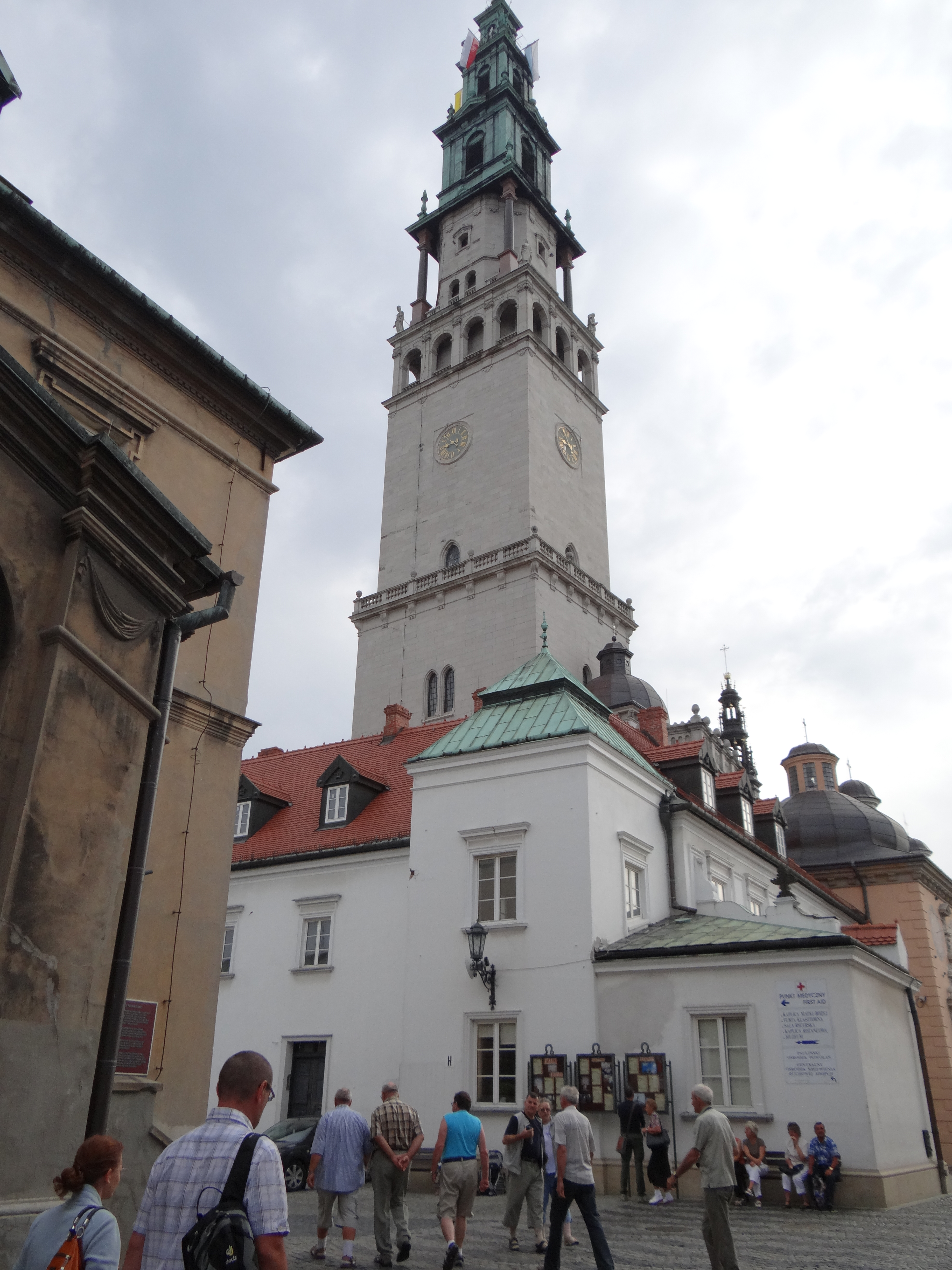
Pèlerins visitant le monastère en 2012.